# Hospital de Loncoche
El hospital de Loncoche se encuentra ubicado en la región de la Araucanía a 80 km ciudad de Temuco, parte de la red hospitalaria del Servicio de Salud Araucanía Sur (Chile). Atiende a una población de 23.000 habitantes. Comienza funcionando como casa de socorro, iniciando su construcción en el año 1947 para ser inaugurado el 15 de diciembre de 1954. Actualmente es un Hospital de Baja Complejidad, que desde el año 2009 se encuentra trabajando bajo el nuevo Modelo de Salud Familiar.